# Округ Марион (Флорида)
Марион (енгл. Marion County) је округ у америчкој савезној држави Флорида. По попису из 2010. године број становника је 331.298.

## Демографија
Према попису становништва из 2010. у округу је живело 331.298 становника, што је 72.382 (28,0%) становника више него 2000. године.
| Група             | 2000.           | 2010.           |
| Белци             | 208.232 (80,4%) | 245.136 (74,0%) |
| Афроамериканци    | 29.900 (11,5%)  | 40.828 (12,3%)  |
| Азијати           | 1.806 (0,7%)    | 4.407 (1,3%)    |
| Хиспаноамериканци | 15.616 (6,0%)   | 36.137 (10,9%)  |
| Укупно            | 258.916         | 331.298         |